# Dorfkirche Schlalach

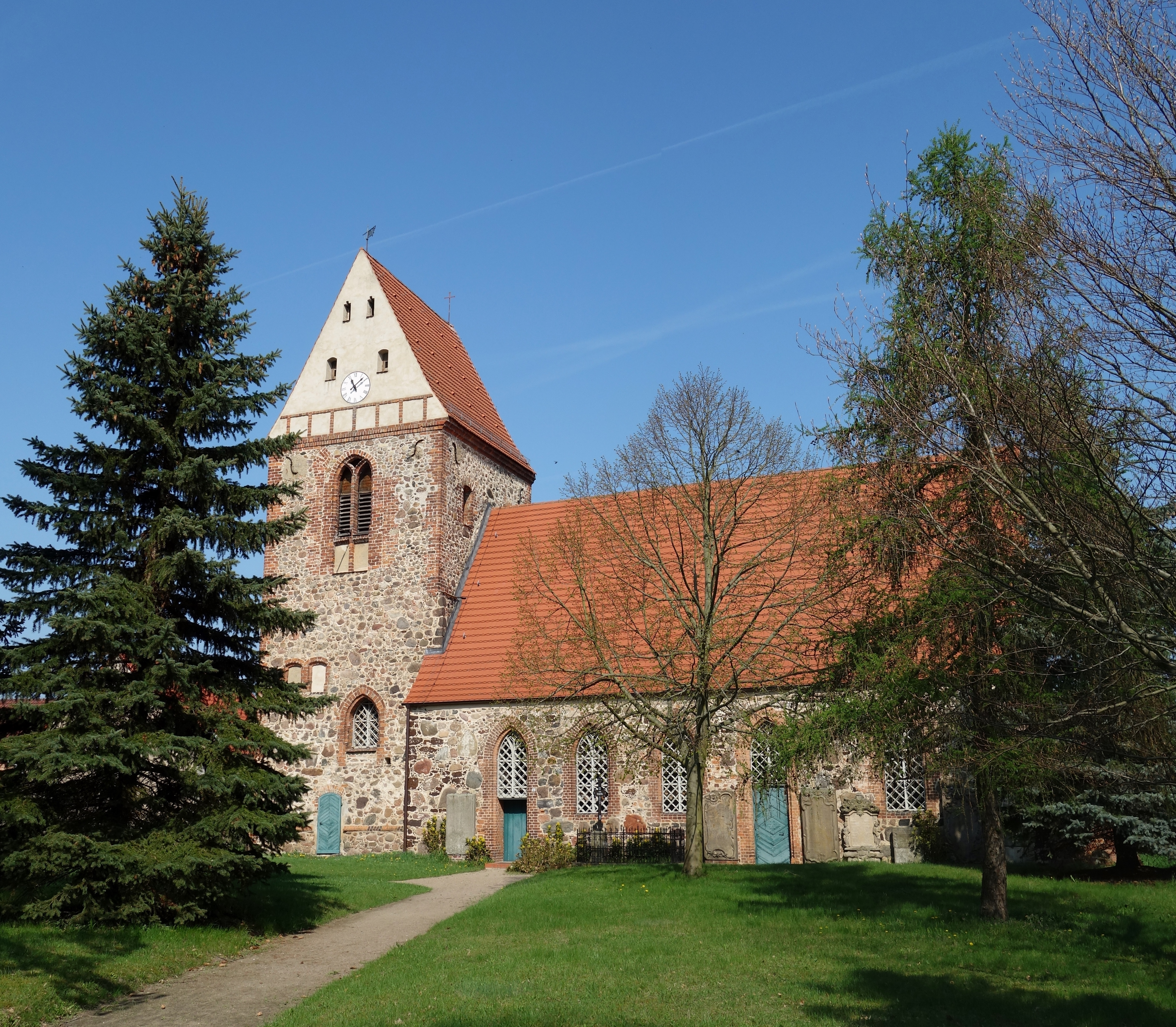
Ansicht der Kirche von Süden

Die evangelische Dorfkirche Schlalach ist eine spätgotische Feldsteinkirche in Schlalach, einem Ortsteil der Gemeinde Mühlenfließ im Landkreis Potsdam-Mittelmark im Land Brandenburg. Die Kirchengemeinde gehört zum Kirchenkreis Mittelmark-Brandenburg der Evangelischen Kirche Berlin-Brandenburg-schlesische Oberlausitz.

## Lage
Die Landstraße 581 führt von Norden kommend in südöstlicher Richtung auf den historischen Dorfanger zu. Sie verzweigt sich als Mittelstraße und umschließt diesen ellipsenförmig. Die Kirche steht mittig auf diesem Anger auf einem Grundstück, das mit einer Mauer aus unbehauenen und nicht lagig geschichteten Feldsteinen eingefriedet ist.

## Geschichte

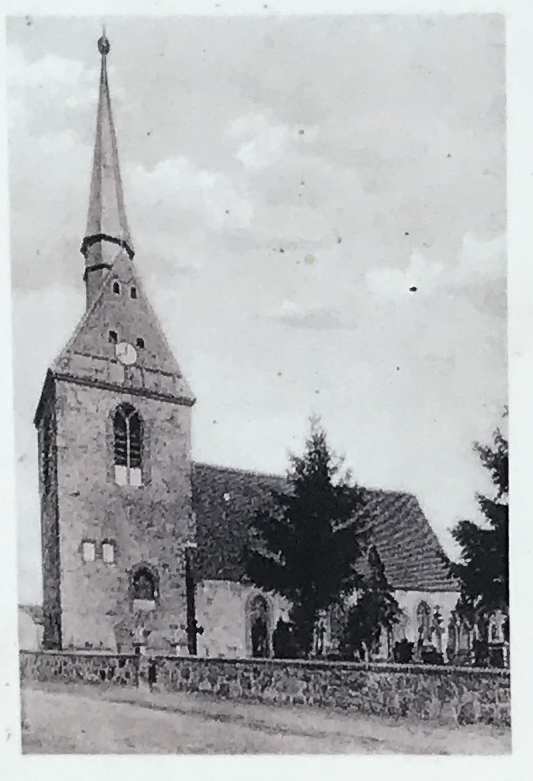
Kirche um 1930

Das Naturparkzentrum Hoher Fläming gibt auf einer Informationstafel in der Nähe der Kirche an, dass es im Jahr 1215 bereits einen Vorgängerbau gegeben haben soll, der mit Hilfe der Zisterzienser errichtet worden war. Die Frühzeit der Baugeschichte ist bislang nicht genauer erforscht. Das Brandenburgische Landesamt für Denkmalpflege und Archäologische Landesmuseum (BLDAM) enthält in seiner Denkmaldatenbank die Information, dass es sich um einen spätgotischen Bau handelt. Theo Engeser und Konstanze Stehr gehen weiter und vermuten, dass das Kirchenschiff auf Grund der Mauerwerksausführung in die zweite Hälfte des 14. Jahrhunderts oder die erste Hälfte des 15. Jahrhunderts datiert werden könnte. Die Baumeister verarbeiteten dabei Material, das wohl aus einem Vorgängerbau stammte. Damit entstanden zwei Portale und drei Fenster auf der Südseite sowie ein oder zwei Fenster auf der Nordseite.
Um 1500 entstand wohl auch der Kirchturm, in dem eine Glocke aus dem Jahr 1482 hängt. Sie stammt damit entweder aus einem Vorgängerbau oder aus einem anderen Ort. Nach der Reformation wurde die Monstranz verkauft und der Turm erhielt aus dem Erlös eine Turmspitze mit einem Dachreiter.
1862 erfolgte ein erheblicher Eingriff in die Bausubstanz. Die Fenster wurden neogotisch verändert, und neue Eingänge und Klangarkaden im Turm eingebaut. Im Jahr 1931 wurde der Altar renoviert. Der Beschuss mit einer Granate im Zweiten Weltkrieg im April 1945 führte zur Zerstörung des Dachreiters, dessen Reste anschließend dauerhaft entfernt wurden. 1972 beschädigte ein Sturm Teile des Dachs, das bis 1974 repariert werden konnte.

## Baubeschreibung

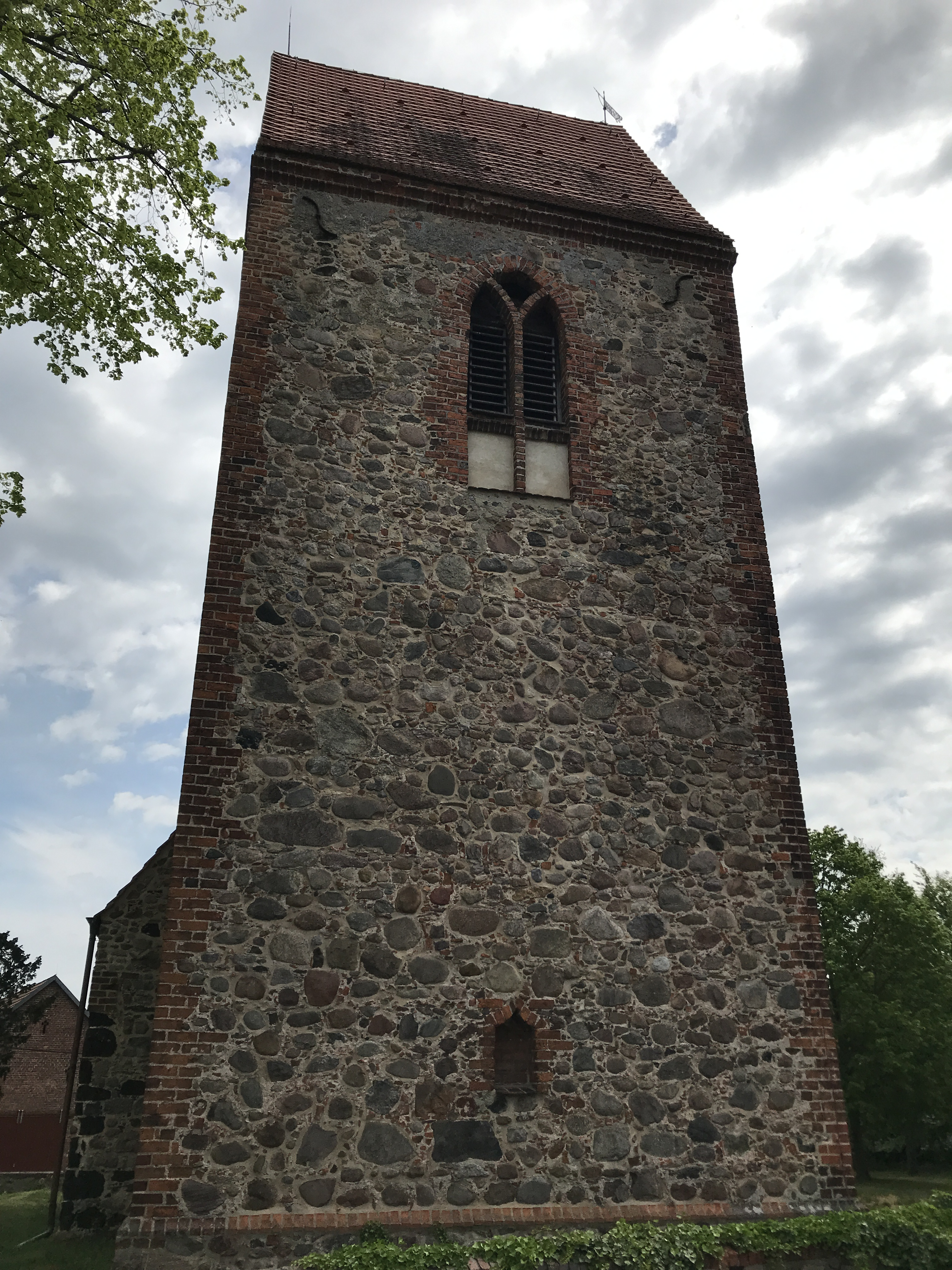
Westturm

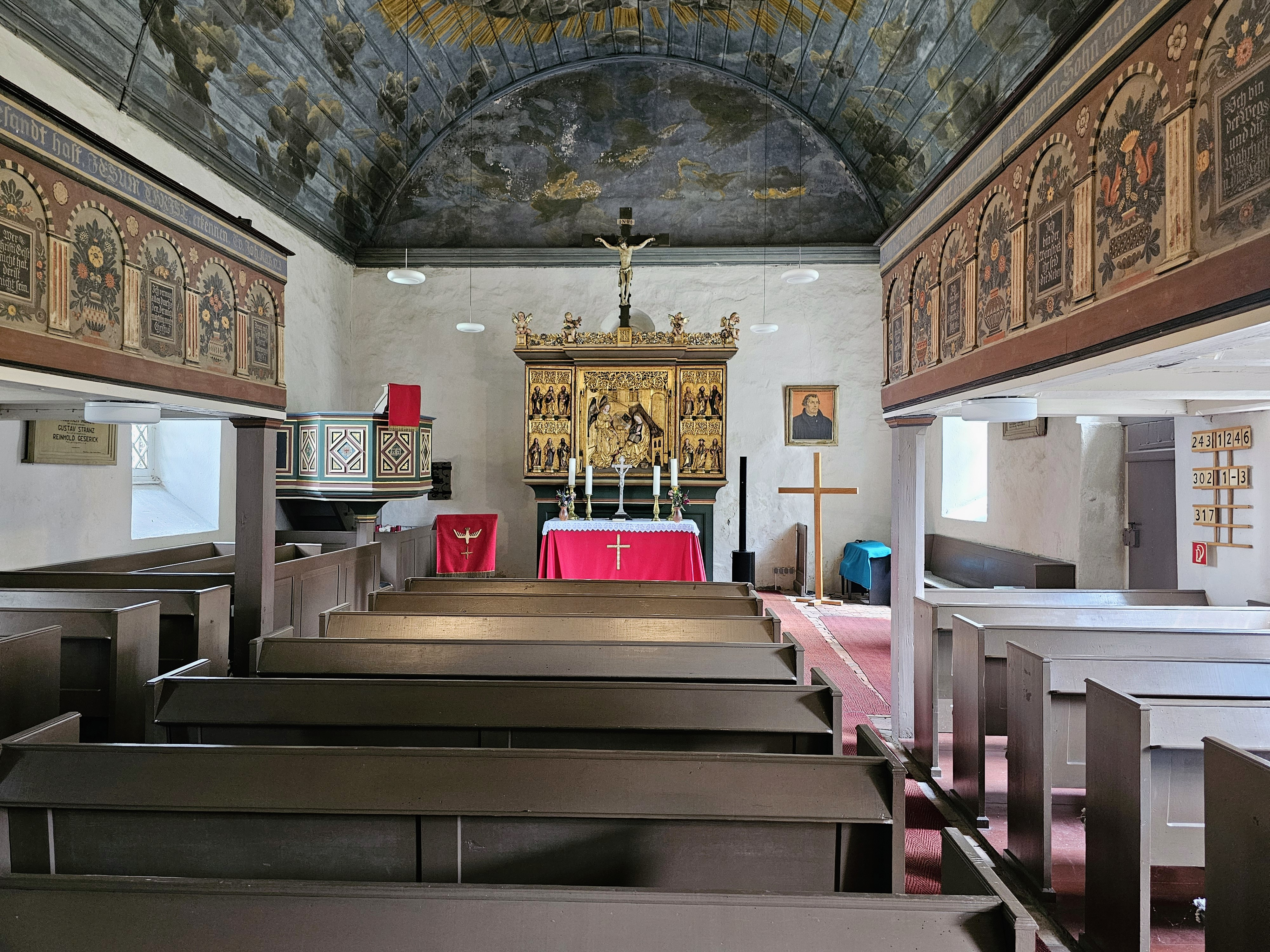
Innenraum

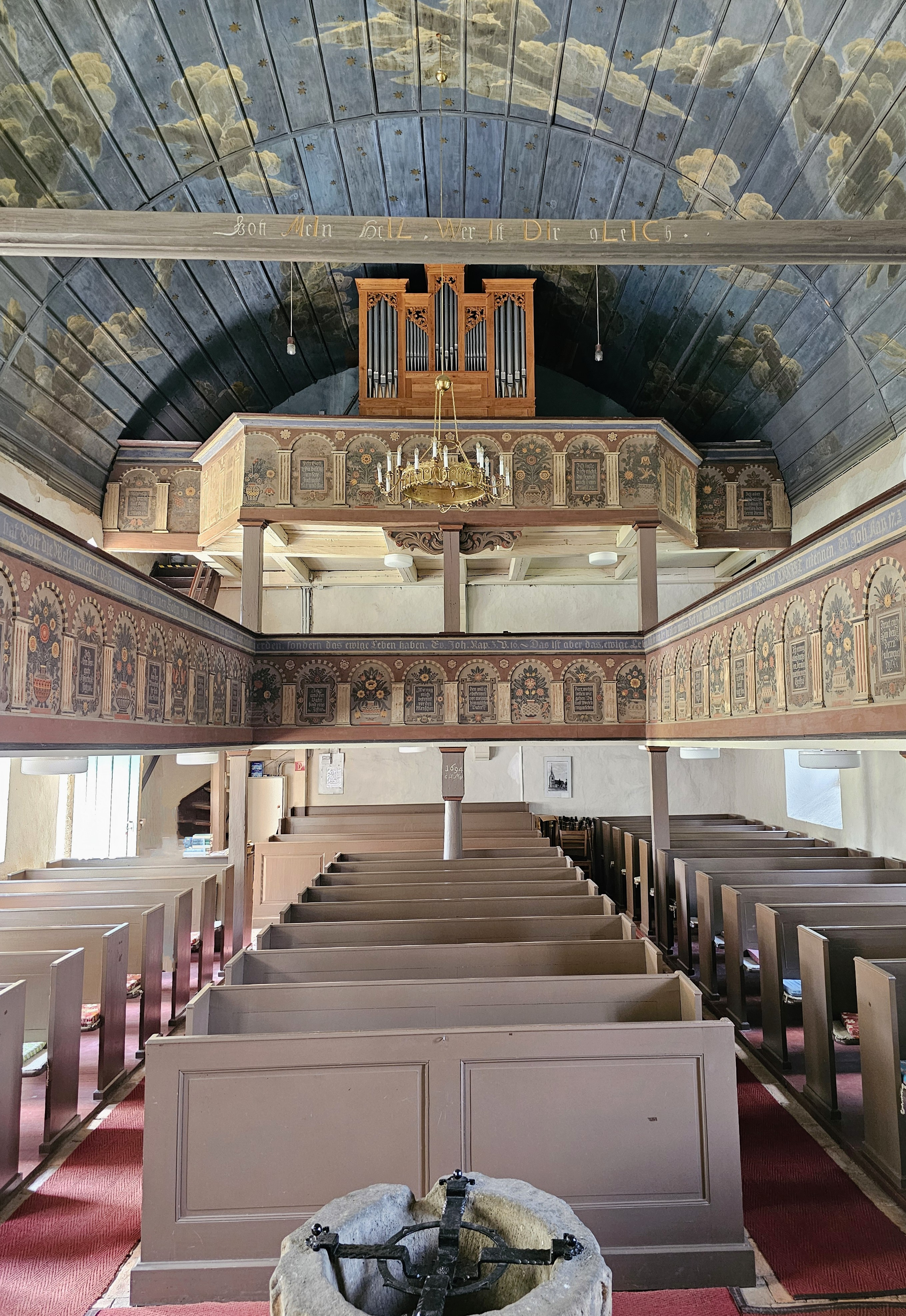
Blick zur Doppelempore mit neuer Orgel von 2024

Das Bauwerk entstand im Wesentlichen aus Feldsteinen, die wenig behauen und nicht lagig geschichtet wurden. Als Zierelemente kamen auch Raseneisensteine zum Einsatz; Stabilität bringen Strebepfeiler aus Mauerstein. Der Chor ist gerade und nicht eingezogen. Seitlich sind an den Ecken je zwei massive Strebepfeiler. An der Ostseite sind drei zugesetzte Fenster, von denen die beiden äußeren gedrückt-segmentbogenförmig gestaltet und mit breiten Faschen versehen wurden. Das mittlere Fenster ist zugesetzt; im Giebel wurden kleinformatige, unbehauene Steine verwendet. Dort ist ein kleines und hochrechteckiges Fenster.
Das Kirchenschiff hat einen rechteckigen Grundriss mit rund 18,50 m Länge bei 10,30 m Breite. An den Ecken wurden überwiegend Raseneisensteine verwendet. An der Nordwand sind drei große, spitzbogenförmige Fenster, dessen Gewände mit Mauersteinen eingefasst wurden. An der Südseite sind fünf Fenster, von denen das zweite Fenster von Osten ein wenig kürzer gestaltet wurde. Darunter ist eine hochrechteckige Priesterpforte; ebenso oberhalb der westlich gelegenen Gemeindepforte.
Der Kirchturm ist gegenüber dem Schiff eingezogen und lediglich 7,70 m breit und ca. 6,65 bis 6,90 m lang. Seine Ecken wurden überwiegend aus Mauersteinen erstellt. Der Zugang erfolgt über eine Pforte von Westen her. Oberhalb ist leicht ausmittig nach Osten ein kleines, spitzbogenförmiges Fenster. Hiervon leicht oberhalb ausmittig nach Westen folgen zwei kleine Blenden, darüber – wie auch auf der ansonsten fensterlosen Nordseite – je eine spitzbogenförmige Klangarkade. An der Westseite ist im Erdgeschoss eine kleine spitzbogenförmige Blende vorhanden. Im Glockengeschoss ist an der Westseite eine ebenfalls spitzbogenförmige Klangarkade. Der Turm trägt ein quergestelltes Satteldach, in dessen Giebel eine Turmuhr sowie kleinere Blenden eingearbeitet wurden. Oberhalb des Daches sind eine Wetterfahne sowie an der Nordseite ein Kreuz.

## Ausstattung
Der Schnitzaltar entstand im 15. Jahrhundert und könnte ein ehemaliger Seitenaltar aus der Lutherstadt Wittenberg sein. Das Altarblatt zeigt die Verkündigung des Herrn und wird dem Stil des Meisters von Flémalle zugeordnet. In den Flügeln sind die zwölf Apostel in zwei Reihen abgebildet. Die Außenseite zeigt die Anbetung der Könige, während bei geschlossenem Flügelaltar Blumengemälde sichtbar werden. Oberhalb befinden sich vier Putten mit einem Kreuz, die 1931 ergänzt wurden. Es handelt sich bei dem Altar um eine Stiftung der Familie von Oppen, die im 15. Jahrhundert das Kirchenpatronat innehielt. Die Ausführung wird im Dehio-Handbuch als „qualitätsvoll“ bezeichnet. An der Nordseite der Langwand steht eine barocke Kanzel. Die Fünte stammt aus der Zeit um 1300; darin ein geschmiedeter Einsatz aus neuerer Zeit.
Ein besonderes Augenmerk richten Historiker auf den Engel auf dem Mittelteil des Altars: Die oben genannte Verkündigungsszene, wird auf den Beginn des 15. Jhd. datiert. Kopfzerbrechen bereitet jedoch das Strahlenbündel in der Hand des Engels, das er der Jungfrau Maria wie einen Blumenstrauß entgegenstreckt. Eine vergleichbare Attributdarstellung eines Engels ist aus keiner anderen Kirche bekannt geworden.
Die Hufeisenempore ist auf das Jahr 1695 datiert; ihre Brüstungsfelder sind bemalt. Im Westen wurde sie zweigeschossig ausgeführt.
2024 konnte eine neue Orgel des rumänischen Orgelbauers Sándor Péter eingeweiht werden. Das Instrument steht wie die Vorgängerorgeln auf der oberen Empore, besitzt 10 Register auf einem Manual und Pedal und ersetzte ein Werk von Alexander Schuke Potsdam Orgelbau aus dem Jahr 1926. Schuke verwendete bei seinem Opus 111 Material aus einem Vorgängerinstrument, das Gottfried Wilhelm Baer im Jahr 1850 errichtet hatte. Dieses Instrument verfügte über neun Register und ein Manual.
Zur weiteren Kirchenausstattung zählen eine gotische Fünte aus Sandstein mit Maßwerkblenden aus dem Ende des 15. Jahrhunderts. In der Nordseite der Ostwand ist eine Sakramentsnische; an der Südseite hängt ein Bild Martin Luthers. Das Bauwerk trägt im Innern eine hölzerne Tonnendecke, die 1715 mit Wolkenhimmel mit Christusmonogramm und Strahlenkranz sowie Engeln bemalt wurde.
An der Südwand des Schiffs stehen zahlreiche Epitaphe, deren Inschriften jedoch kaum noch lesbar sind. Einer erinnert an die 1738 verstorbene Blandina Maria Freytag, Ehefrau des Papiermachers Gregor. Auf einem mit einem Zaun eingefriedeten Grab steht ein gusseisernes Kreuz, das an den 1884 verstorbenen Pastor Reinhold Klee erinnert.
Im Turm hängt eine bronzene Glocke aus dem Jahr 1482.